# Archidiecezja Imphal
Archidiecezja Imphal (łac. Archidioecesis Imphalensis, ang. Archdiocese of Imphal) – rzymskokatolicka archidiecezja ze stolicą w Imphalu w stanie Manipur, w Indiach. Arcybiskupi Imphalu są również metropolitami metropolii o tej samej nazwie.

## Sufraganie
Jedyną sufraganią archidiecezji Imphal jest diecezja Kohima.

## Historia
28 marca 1980 papież Jan Paweł II bullą Cum Nos erygował diecezję Imphal. Dotychczas wierni z tych terenów należeli do diecezji Kohima–Imphal (obecnie diecezja Kohima). Nowa diecezja została sufraganią archidiecezji Shillong.
10 lipca 1995 ten sam papież wyniósł biskupstwo Imphalu do rangi archidiecezji metropolitarnej.

## Ordynariusze

### Biskup
- Joseph Mittathany (1980 - 1995)

### Arcybiskupi
- Joseph Mittathany (1995 - 2006)
- Dominic Lumon (2006 - 2023)
- Linus Neli (od 2023)